# L'ídol caigut
L'ídol caigut (títol original en anglès: The Fallen Idol) és una pel·lícula dirigida per Carol Reed l'any 1948. És una de les pel·lícules més destacables del director i que suposa l'avantsala de la seva gran obra mestra El tercer home. Va rebre 2 nominacions als Oscar: millor director i millor guió. El guió es basa en el relat curt The Basement Room, de Graham Greene. L'obra s'ha doblat al català.

## Argument
El matrimoni Baines treballa al servei d'una ambaixada. La parella es cuida de Phillipe, que és el fill de l'ambaixador. El senyor Baines (Ralph Richardson) i el petit són dos companys inseparables, però la senyora Baines (Sonia Dresdel) tracta d'una manera dura i autoritària al petit. Baines s'enamora d'una secretària de l'ambaixada. Phillipe intenta ocultar el secret. Però la dona se n'assabenta per la indiscreció del petit. Poc després, el senyor Baines és acusat de matar la seva esposa, que cau per les escales.

## Repartiment
- Ralph Richardson (Baines)
- Michèle Morgan (Julie)
- Sonia Dresdel (Mrs. Baines)
- Bobby Henrey (Phillipe)
- Denis O'Dea (Inspector Crowe)
- Jack Hawkins (Detective Ames)
- Walter Fitzgerald (Dr. Fenton)
- Dandy Nichols (Mrs. Patterson)
- Joan Young (Mrs. Barrow)
- Karel Stepanek (First Secretary)
- Gerard Heinz (Ambassador)
- Torin Thatcher (Police Officer)
- James Hayter (Perry)
- Geoffrey Keen (Detective Davis)
- Bernard Lee (Detective Hart)